# Wiktor Jegorow
Wiktor Nikołajewicz Jegorow (kaz. i ros. Виктор Николаевич Егоров) – kazachstański ekonomista, prawnik i polityk, w latach 1996–2007 deputowany do Mażylisu Parlamentu Republiki Kazachstanu I, II i III kadencji; od 2008 roku – główny menedżer departamentu ds. współdziałania z rządem w spółce „FNB Samruk-Kazyna”.

## Życiorys
Urodził się 2 sierpnia 1949 roku w osiedlu Miezinowskij, w rejonie guś-chrustalnym obwodu włodzimierskiego Rosyjskiej FSRR, ZSRR. W 1992 roku ukończył Akademię Pracy i Stosunków Społecznych w Moskwie, uzyskując wykształcenie ekonomisty, w 1998 roku – Ałmacki Uniwersytet Państwowy im. Abaja, uzyskując wykształcenie prawnika. W 1966 roku pracował jako kontroler Oddziału Kontroli Technicznej Muromskiej Fabryki Narzędzi. W latach 1967–1996 był wytapiaczem, inżynierem ekonomistą, głównym inżynierem ekonomistą Ust-Kamienogorskiego Kombinatu Ołowiowo-Cynkowego. W latach 1968–1970 odbył służbę wojskową w szeregach Armii Radzieckiej.
Wiktor Jegorow kandydował w wyborach parlamentarnych do Rady Najwyższej Republiki Kazachstanu XIII kadencji w 1994 roku, jednak nie uzyskał mandatu. 30 stycznia 1996 roku został deputowanym do Mażylisu Parlamentu Republiki Kazachstanu I kadencji. Pełnił w nim funkcję członka Komitetu ds. Reformy Ekonomicznej, Finansów i Budżetu. Od października 1999 do listopada 2004 roku był deputowanym do Mażylisu II kadencji. Był przewodniczącej grupy deputackiej „Enbek”. Od 19 września 2004 do 2007 roku był deputowanym do Mażylisu III kadencji z Okręgu Wyborczego Nr 29 z obwodu wschodniokazachstańskiego. Był członkiem grupy deputackiej ds. zaludnienia i rozwoju „Otbasy”, członkiem grupy deputackiej „Auył” oraz członkiem frakcji deputackiej Narodowo-Demokratycznej Partii Nur Otan.
Od grudnia 2008 roku pełni funkcję głównego menedżera departamentu ds. współdziałania z rządem w spółce „FNB Samruk-Kazyna”.

## Prace
Wiktor Jegorow jest autorem prac i publikacji: Parłamient: bor'ba za biudżet, Parłamientarii: wzglady i pozicyi i innych.

## Nagrody i odznaczenia
- Order „Honor” (2004);
- Order Międzyparlamentarnego Zgromadzenia Państw-Członków WNP „Wspólnota” (Wspólnota Niepodległych Państw);
- Medal „Astana”;
- Medal „10 lat Niepodległości Republiki Kazachstanu”[1].

Wiktor Jegorow otrzymał także w styczniu 2001 roku prywatne odznaczenie o nazwie „Order Bede Merenti III klasy (Srebrna Gwiazda)” nadawany przez mieszczącą się w Rydze organizację „Społeczność Orderu Bede Merenti”.

## Życie prywatne
Wiktor Jegorow posługuje się językiem rosyjskim. Jest żonaty z Niną Michajłowną Jegorową. Ma trzy córki: Natalię (ur. 1971), Irinę (ur. 1974) i Antoninę (ur. 1987), a także syna Maksima (ur. 1974).